# Gonzalo Higuaín
Gonzalo Gerardo Higuaín (wym. [ɡonˈsalo iɰwaˈin]; ur. 10 grudnia 1987 w Breście) – argentyński piłkarz, który występował na pozycji napastnika. Reprezentant Argentyny. Posiada także obywatelstwo francuskie.
W sezonie 2015/2016 został królem strzelców Serie A, zdobywając 36 goli i wyrównując rekord Gino Rossettiego. W lipcu 2016 przeszedł do Juventusu za 90 mln euro, stając się piątym najdroższym piłkarzem w historii futbolu. Jego transfer jest jednocześnie najdroższym w obrębie jednej ligi w historii.

## Kariera klubowa

### River Plate
Swoją karierę rozpoczynał w argentyńskim River Plate. W 3 sezony strzelił w 35 meczach tamtejszej ligi 13 goli, dokładając 3 gole w 5 meczach Pucharu krajowego w sezonie 2005/2006.

### Real Madryt

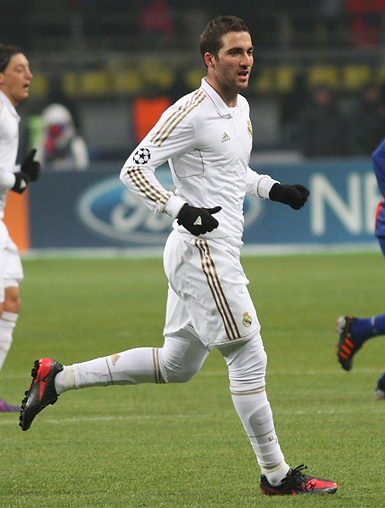
Gonzalo Higuaín w barwach Realu Madryt (2012)

W styczniu 2007 roku został zawodnikiem Realu Madryt. Ówczesny prezes Ramón Calderón zapłacił za niego około trzynaście milionów euro. W barwach Realu Madryt zadebiutował 14 stycznia w meczu osiemnastej kolejki Primera División przeciwko Realowi Saragossa, w którym zaliczył asystę. Od tamtej pory do zakończenia sezonu, wystąpił w dwóch pojedynkach Ligi Mistrzów. Rozegrał także dziewiętnaście meczów ligowych, w których zdobył dwie bramki i zaliczył pięć asyst.
W pierwszym meczu okresu przygotowawczego sezonu 2007/2008 z Hannoverem 96 Higuaín zmarnował kilka okazji do strzelenia bramki, jednak mimo wszystko spotkanie to mógł zaliczyć do udanych. W kolejnych meczach prezentował się równie dobrze. Pod koniec okresu przygotowawczego nabawił się kontuzji kostki, która uniemożliwiła mu grę przez prawie miesiąc. Po powrocie na boisko rozegrał 29 meczów i strzelił osiem goli w lidze. W Pucharze Króla zagrał cztery razy zdobywając jedną bramkę. W meczu z Osasuną, po którym Real wywalczył kolejne mistrzostwo Hiszpanii, Higuaín zaliczył asystę przy bramce Arjena Robbena w 87. minucie, a w 89. minucie sam wpisał się na listę strzelców, ustanawiając wynik na 2:1 dla „Królewskich”.
27 października Higuaín w wygranym 3:2 meczu z Athletikiem Bilbao strzelił dwie bramki, natomiast 8 listopada strzelił wszystkie gole dla swojego zespołu w zwycięskim 4:3 pojedynku przeciwko Málaga CF.
W pierwszych tygodniach grudnia 2010 zdiagnozowano u piłkarza przepuklinę dysku lędźwiowego i jedynym słusznym rozwiązaniem był zabieg operacyjny. 5 stycznia 2011 Gonzalo ogłosił, że podda się operacji w klinice neurochirurgii w Chicago. Zabieg odbył się 11 stycznia i Higuain został wypisany następnego dnia po udanej operacji. Treningi wznowił na początku kwietnia 2011.
Średnia goli Higuaina w Realu Madryt wynosiła 0,80, jeśli wziąć pod uwagę rzeczywisty czas gry piłkarza.

### SSC Napoli
24 lipca 2013 podpisując pięcioletni kontrakt przeszedł z Realu Madryt do SSC Napoli. Włoski klub zapłacił za niego 37 milionów euro.
13 kwietnia 2014 strzelił swojego pierwszego hat-tricka w meczu przeciwko S.S. Lazio.

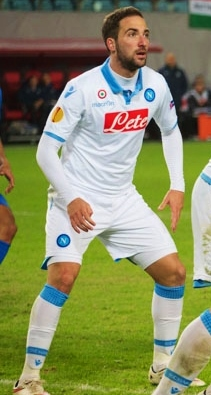
Higuaín podczas meczu SSC Napoli (2015)

W rozgrywanym 22 grudnia 2014 w Doha meczu o Superpuchar Włoch Argentyńczyk strzelił 2 bramki, wyrównując stan rywalizacji z Juventusem, a ponadto wykorzystał rzut karny, przyczyniając się do zdobycia przez Napoli wspomnianego trofeum. W ostatnim meczu sezonu, rozgrywanym przeciwko S.S. Lazio, Higuain zdobył 2 gole, ale także nie wykorzystał rzutu karnego, przez co był obwiniany za to, że jego drużyna nie awansowała bezpośrednio do Ligi Mistrzów.

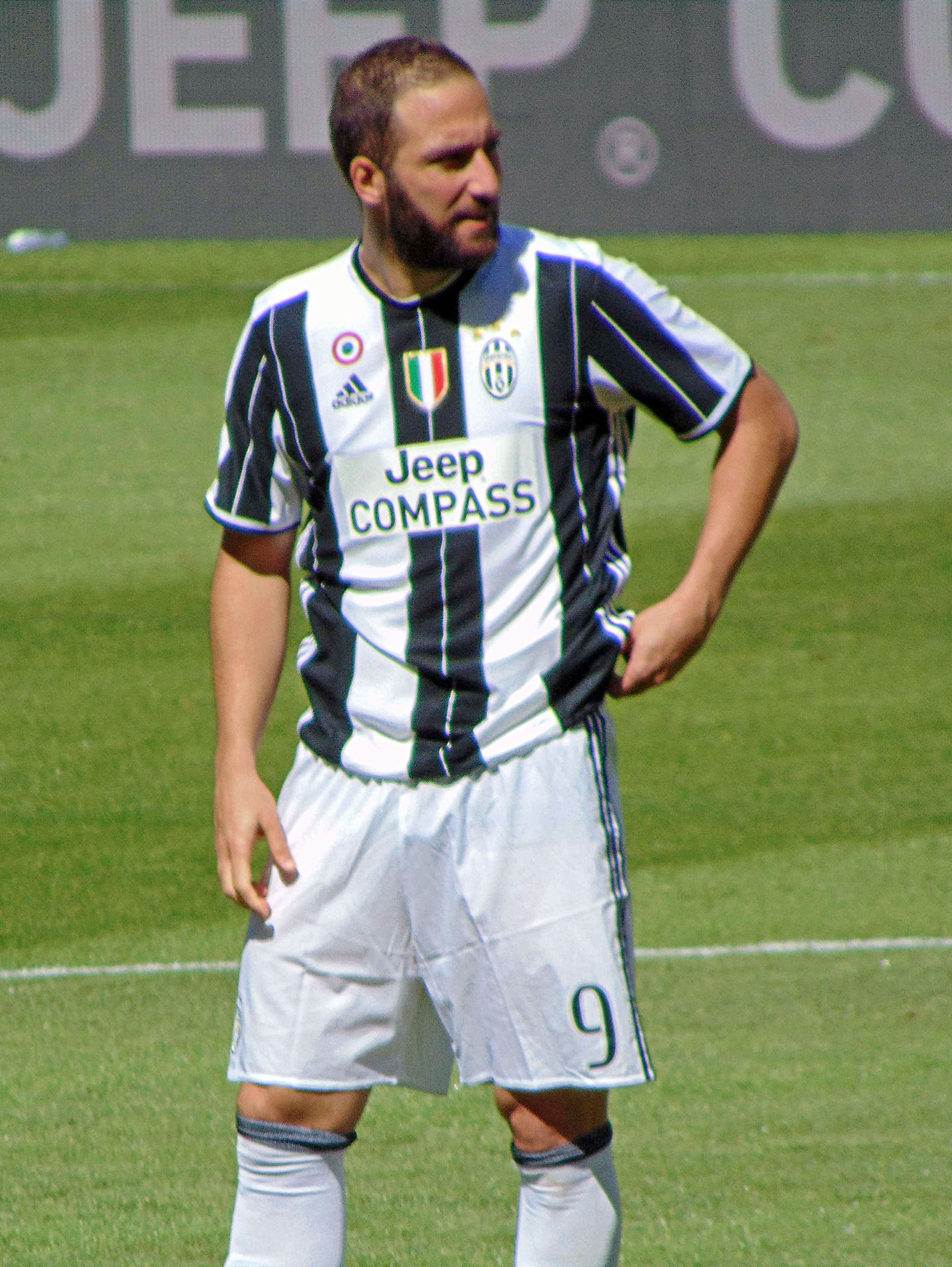
Higuain w barwach Juventusu (2017)

Przed rozpoczęciem nowego sezonu spekulowano, że Higuain opuści Napoli, a jednym z klubów, które chciało go pozyskać był Arsenal. Argentyńczyk przyznał jednak, że zdecydował się zostać w Neapolu, aby pomóc drużynie w awansie do Ligi Mistrzów. Już jesienią 2015 forma piłkarza uległa zdecydowanej poprawie. W odbudowie formy Argentyńczykowi pomógł nowy trener Napoli, Maurizio Sarri, którego piłkarz określił mianem „ojca”. Trener Interu, Roberto Mancini, stwierdził, że „Higuain we Włoszech jest jak Messi dla reszty świata”. 3 kwietnia 2016 piłkarz otrzymał czerwoną kartkę w meczu z Udinese Calcio i został zawieszony na 3 mecze. W ostatnim meczu sezonu, w którym Napoli pokonało u siebie Frosinone 4-0, Higuain zdobył klasycznego hat-tricka, łącznie strzelając 36 bramek i tym samym pobił rekord wszech czasów Serie A w liczbie bramek zdobytych w 1 sezonie. Dorobek Argentyńczyka zapewnił mu 2. miejsce w klasyfikacji Złotego Buta. Argentyńczyk wyprzedził w tej klasyfikacji m.in. Cristiano Ronaldo.

### Juventus
26 lipca 2016, za 90 milionów euro, wywołując oburzenie władz i kibiców klubu, przeszedł do największego rywala Napoli, Juventusu, podpisując umowę ważną do 2021 roku. W ten sposób został piątym najdrożej sprzedanym piłkarzem w historii futbolu – po Neymarze, Paulu Pogbie, Garethcie Bale’u i Cristiano Ronaldo. W kwietniu 2017 roku strzelił swojego 200 ligowego gola odkąd gra w Europie.

## Kariera reprezentacyjna
Higuaín urodził się we Francji. Mając dziesięć miesięcy przeprowadził się z rodzicami do Argentyny. Dorastał w Ameryce i nie znał języka francuskiego. Odrzucił powołanie do reprezentacji Francji od Raymonda Domenecha na towarzyski mecz przeciwko Grecji 15 listopada 2006, a także powołania do reprezentacji Argentyny U-20. Decyzję tłumaczył tym, że jeszcze nie zdecydował, dla którego kraju będzie grał. W 2007 mając dwadzieścia lat uzyskał obywatelstwo argentyńskie i uznał, że będzie reprezentował barwy „Albicelestes”. W lutym został powołany do reprezentacji Argentyny na towarzyski mecz z Gwatemalą, w którym zagrał od samego początku spotkania. Argentyńczycy wygrali 5:0, a Higuaín zdobył dwie bramki. 10 października 2009 zadebiutował w oficjalnym meczu reprezentacji Argentyny z Peru, który jego drużyna musiała wygrać by mieć nadal szanse awansu na Mistrzostwa Świata w RPA. Albicelestes wygrali to spotkanie 2:1, a Higuain zdobył pierwszą z bramek. Debiutem w oficjalnym meczu reprezentacji Argentyny urodzony w Breście piłkarz ostatecznie przekreślił możliwość gry dla reprezentacji Francji.

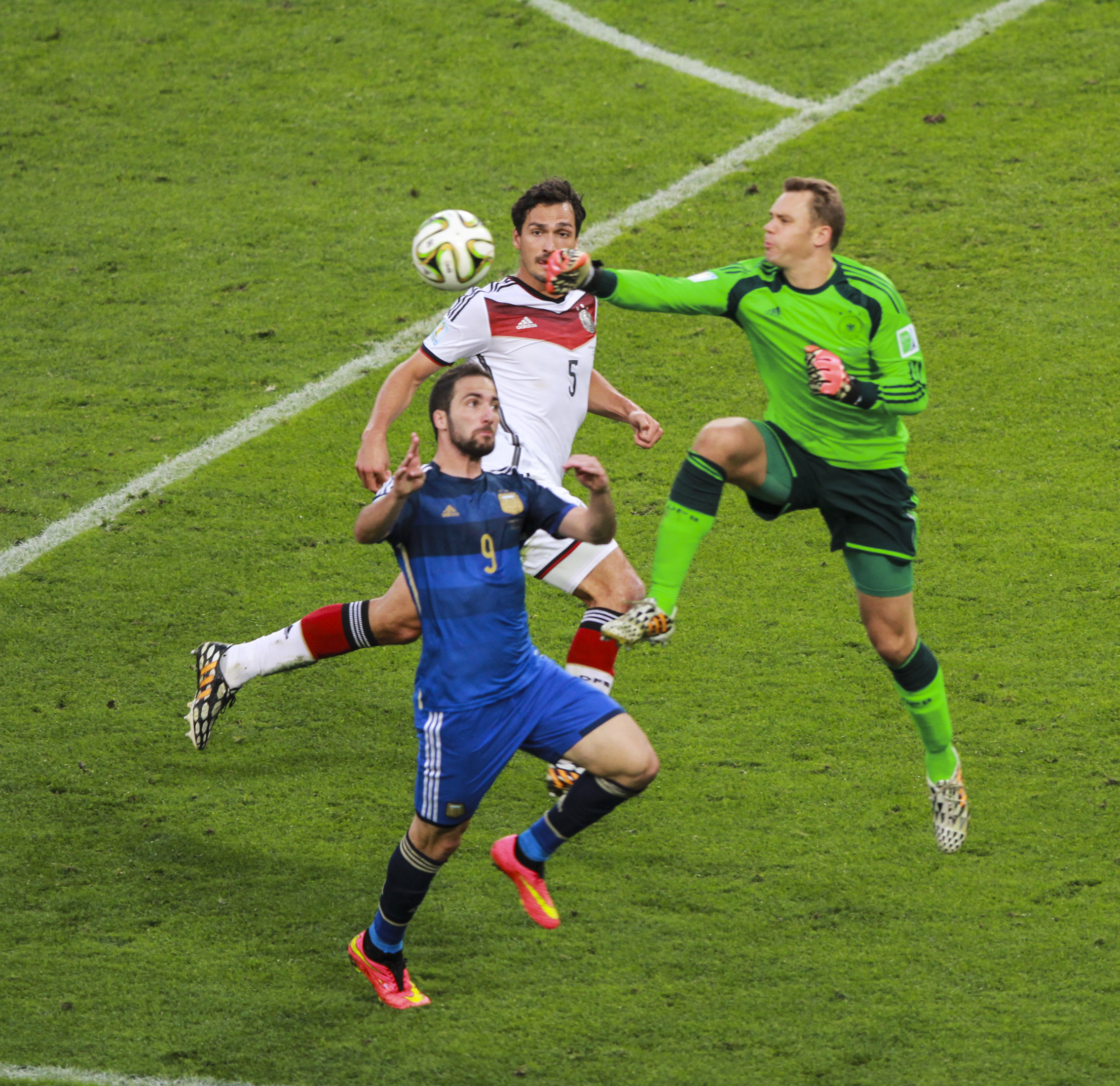
Gonzalo Higuaín podczas finału MŚ 2014, Niemcy-Argentyna

### Mistrzostwa Świata 2010
W meczu z Koreą Południową strzelił hat-tricka, a kolejne trafienie zaliczył w meczu z Meksykiem, dzięki czemu znalazł się wśród najskuteczniejszych piłkarzy turnieju.

### Mistrzostwa Świata 2014
Higuain zdobył 1 bramkę w ćwierćfinale przeciwko Belgii, ale także nie wykorzystał dobrej okazji do pokonania Manuela Neuera w finale turnieju.

### Copa America 2015
Higuain strzelił 2 gole w całym turnieju, ale nie wykorzystał rzutu karnego w finale przeciwko reprezentacji Chile. W tym samym sezonie nie wykorzystał kilku rzutów karnych dla SSC Napoli, a mimo to został oddelegowany przez selekcjonera reprezentacji Argentyny do egzekwowania jedenastki.

## Statystyki kariery
| Klub                | Sezon              | Liga               | Liga  | Liga   | Puchar kraju | Puchar kraju | Puchar Ligi | Puchar Ligi | Europa | Europa | Inne  | Inne   | Suma  | Suma   |
| Klub                | Sezon              | Liga               | Mecze | Bramki | Mecze        | Bramki       | Mecze       | Bramki      | Mecze  | Bramki | Mecze | Bramki | Mecze | Bramki |
| ------------------- | ------------------ | ------------------ | ----- | ------ | ------------ | ------------ | ----------- | ----------- | ------ | ------ | ----- | ------ | ----- | ------ |
| River Plate         | 2004/05            | Primera División   | 4     | 0      | 0            | 0            | –           | –           | 0      | 0      | –     | –      | 4     | 0      |
| River Plate         | 2005/06            | Primera División   | 14    | 5      | 0            | 0            | –           | –           | 4      | 2      | –     | –      | 18    | 7      |
| River Plate         | 2006/07            | Primera División   | 17    | 8      | 0            | 0            | –           | –           | 2      | 0      | –     | –      | 19    | 8      |
| River Plate         | Ogólnie            | Ogólnie            | 35    | 13     | 5            | 3            | 0           | 0           | 6      | 2      | 0     | 0      | 41    | 15     |
| Real Madryt         | 2006/07            | Primera División   | 19    | 2      | 2            | 0            | –           | –           | 2      | 0      | –     | –      | 23    | 2      |
| Real Madryt         | 2007/08            | Primera División   | 25    | 8      | 4            | 1            | –           | –           | 5      | 0      | –     | –      | 34    | 9      |
| Real Madryt         | 2008/09            | Primera División   | 34    | 22     | 2            | 1            | –           | –           | 7      | 0      | 1     | 1      | 44    | 24     |
| Real Madryt         | 2009/10            | Primera División   | 32    | 27     | 1            | 0            | –           | –           | 7      | 2      | –     | –      | 40    | 29     |
| Real Madryt         | 2010/11            | Primera División   | 17    | 10     | 2            | 1            | –           | –           | 6      | 2      | –     | –      | 25    | 13     |
| Real Madryt         | 2011/12            | Primera División   | 35    | 22     | 5            | 1            | –           | –           | 12     | 3      | 2     | 0      | 54    | 26     |
| Real Madryt         | 2012/13            | Primera División   | 28    | 16     | 5            | 0            | –           | –           | 9      | 1      | 2     | 1      | 44    | 18     |
| Real Madryt         | Ogólnie            | Ogólnie            | 190   | 107    | 21           | 4            | 0           | 0           | 48     | 8      | 5     | 2      | 264   | 121    |
| SSC Napoli          | 2013/14            | Serie A            | 32    | 17     | 5            | 2            | –           | –           | 9      | 5      | –     | –      | 46    | 24     |
| SSC Napoli          | 2014/15            | Serie A            | 37    | 18     | 4            | 1            | –           | –           | 16     | 8      | 1     | 2      | 58    | 29     |
| SSC Napoli          | 2015/16            | Serie A            | 35    | 36     | 2            | 0            | –           | –           | 5      | 2      | –     | –      | 42    | 38     |
| SSC Napoli          | Ogólnie            | Ogólnie            | 104   | 71     | 11           | 3            | 0           | 0           | 30     | 15     | 1     | 2      | 146   | 91     |
| Juventus            | 2016/2017          | Serie A            | 38    | 24     | 4            | 3            | –           | –           | 12     | 5      | 1     | 0      | 55    | 32     |
| Juventus            | 2017/2018          | Serie A            | 35    | 16     | 4            | 2            | –           | –           | 10     | 5      | 1     | 0      | 50    | 23     |
| Juventus            | 2019/2020          | Serie A            | 32    | 8      | 3            | 1            | –           | –           | 8      | 2      | 1     | 0      | 44    | 11     |
| Juventus            | Ogółem             | Ogółem             | 105   | 48     | 11           | 6            | 0           | 0           | 30     | 12     | 3     | 0      | 149   | 66     |
| A.C. Milan (wyp.)   | 2018/19            | Serie A            | 15    | 6      | 1            | 0            | –           | –           | 5      | 2      | 1     | 0      | 22    | 8      |
| Chelsea F.C. (wyp.) | 2018/19            | Premier League     | 14    | 5      | 2            | 0            | 1           | 0           | 1      | 0      | 0     | 0      | 18    | 5      |
| Inter Miami         | 2020               | MLS                | 9     | 1      | –            | –            | –           | –           | –      | –      | –     | –      | 9     | 1      |
| Inter Miami         | 2021               | MLS                | 30    | 12     | –            | –            | –           | –           | –      | –      | –     | –      | 30    | 12     |
| Inter Miami         | 2022               | MLS                | 28    | 16     | 2            | 0            | –           | –           | –      | –      | 1     | 0      | 31    | 16     |
| Inter Miami         | Ogółem             | Ogółem             | 67    | 29     | 2            | 0            | 0           | 0           | 0      | 0      | 1     | 0      | 70    | 29     |
| Ogólnie w karierze  | Ogólnie w karierze | Ogólnie w karierze | 530   | 279    | 48           | 13           | 1           | 0           | 120    | 51     | 11    | 4      | 711   | 335    |

## Sukcesy

### Real Madryt
- Mistrzostwo Hiszpanii: 2006/2007, 2007/2008, 2011/2012
- Puchar Króla: 2010/2011
- Superpuchar Hiszpanii: 2008, 2012

### SSC Napoli
- Puchar Włoch: 2013/2014
- Superpuchar Włoch: 2014

### Juventus
- Mistrzostwo Włoch: 2016/2017, 2017/2018
- Puchar Włoch: 2016/2017, 2017/2018

### Chelsea
- Liga Europy UEFA: 2018/2019

### Reprezentacyjne
- Wicemistrzostwo świata: 2014
- Wicemistrzostwo Ameryki Południowej: 2015, 2016

### Indywidualne
- Król strzelców Serie A: 2015/2016: (36 goli)
- Europejski Złoty But (2. miejsce): 2016
- Drużyna roku Serie A: 2013/2014, 2015/2016, 2016/2017
- Drużyna Ligi Europy UEFA: 2013/2014, 2014/2015
- MVP Juventusu w sezonach 2016/2017 i 2017/2018

### Rekordy
- Najskuteczniejszy zawodnik w historii Serie A w jednym sezonie: 36 goli (sezon 2015/2016)[d]